# Animal Kingdom (manga)
Pour les articles homonymes, voir Animal Kingdom.
Animal Kingdom (どうぶつの国, Doubutsu no kuni) est un manga écrit et dessiné par Makoto Raiku. Il a été prépublié entre septembre 2009 et novembre 2013 et a été compilé en un total de quatorze tomes par l'éditeur Kōdansha. La version française est publiée par Ki-oon depuis janvier 2014.
Il a remporté le 37e prix du manga Kōdansha en 2013 dans la catégorie enfant.

## Résumé
Dans un monde uniquement peuplé d'animaux, c'est la loi du plus fort qui régit. Une tanuki nommée Monoko dont les parents ont été tués par des chats sauvages n'a plus de famille et vit seule.
Un jour, alors qu'elle pêchait, elle découvre un bébé abandonné dans un landau nommé Taroza et décide de le garder et de l'élever comme son propre fils. L'enfant grandit et se rend vite compte qu'il est capable de communiquer avec toutes les espèces. Grâce à cet incroyable don, il parvient notamment à sauver Croc Noir, un chat sauvage qui s'interroge sur le concept de ce monde et la loi du plus fort.
Avec l'aide de nombreux autres animaux, en sept ans, il parvient à construire un village où les herbivores peuvent vivre en paix sans craindre les carnivores. Par la suite, il rencontre plusieurs êtres humains : Capri, une jeune fille élevée par une meute de lions; Jû, un enfant qui vit seul avec un loup et qui est satisfait de la loi du plus fort; Giller, un homme qui souhaite détruire toute forme de vie et Riemu, une fille ayant grandi parmi les gorilles.
Après être entré en contact avec de nombreuses espèces, Taroza commence à nourrir le rêve de créer un monde pacifique où herbivores et carnivores pourraient cohabiter en paix. Il découvre l'existence de la graine éternelle, un fruit pouvant être consommé par n'importe quel type d'espèce. Ce fruit a été créé par Kuô, le dernier homme qui a vécu sur cette Terre quelques années avant l'arrivée de Taroza. Il avait le même désir que Taroza et avait créé une machine nommée Gaïa Spinal qui permettrait à tous les animaux de communiquer entre eux. Taroza parvient finalement à activer cette machine.

## Personnages
- Taroza - Personnage principal de l'intrigue : c'est un être humain ayant été abandonné par sa mère, c'est au début un bébé qui grandit au fur et à mesure de l'intrigue. Il est doté d'un pouvoir spécial qui est de pouvoir communiquer avec tous les animaux, c'est un pouvoir formidable mais qui se retourne contre lui car il peut entendre les cris de détresse, de peine et de douleur des proies qui se font dévorer vivantes par des prédateurs, ce qui lui déchire le cœur. Il espère un jour pouvoir changer la loi du plus fort et essaye de trouver le moyen de faire en sorte que les proies et les prédateurs vivent en harmonie, ce qui ne s'annonce pas facile.
- Monoko - C'est un raton laveur ayant recueilli Taroza et qui a décidé de l'adopter et de l'élever comme son propre fils. Monoko est témoin de la détresse de Taroza et essaye de le soutenir dans les moments difficiles. A force de protéger son fils elle s'est fait un moral d'acier, une incroyable capacité au combat et une rapidité qui repousse les limites de son espèce.
- Croc Noir - C'est un chat sauvage qui a juré de protéger Taroza car il lui a sauvé la vie alors qu'il était agonisant par terre après un dur combat contre des chats sauvages. Il a pour but de protéger les ratons laveurs, il porte un lourd passé et a sauvé Taroza à de nombreuses reprises. Il est d'ailleurs un très redoutable prédateur et aimerait tout comme Taroza changer la loi du plus fort
- Capri - C'est une humaine qui a le même pouvoir que Taroza et qui est la reine d'une troupe de lions. Elle a déjà essayé a plusieurs reprises de dévorer les animaux du territoire de Taroza (et Taroza lui-même), mais après que Taroza et ses "amis animaux" aient sauvé la princesse Capri et d'autres jeunes lions d'une mort certaine, elle a décidé de ne plus les attaquer. C'est une petite chipie et un enfant gâté qui a le béguin pour Taroza, ce qui entraîne quelques passages comiques.
- Riemu - C'est une humaine qui elle aussi partage le même pouvoir que Taroza et souffre aussi des cris des animaux en détresse mais elle a décidé de les fuir. Elle a été accueillie dans un territoire de gorilles, elle possède notamment un fruit spécial qui se nomme "graine éternelle", qui est selon Taroza, la solution à la loi du plus fort car les carnivores peuvent s'en nourrir. Elle a révélé de nombreux secrets à Taroza et à Capri sur le but de leur arrivée dans ce monde sauvage et elle prétend que Taroza, Capri, Jû, (Giller), et elle-même sont les "enfants miraculeux"
- Jû - Un humain avec le même pouvoir que Taroza, il n'a pas de compagnon à part un loup très puissant et sauvage, il est le premier de l'intrigue à avoir découvert le feu. Ses capacités de combat sont extraordinaires et il est capable d'abattre à lui seul une créature qui peut décimer un village. Jû n'est absolument pas d'accord avec Taroza et a déjà brûlé tout le village de Taroza et ses cultures simplement pour s'amuser, il possède également une arme étrange a base d'os qui peut changer de forme et est extrêmement solide et robuste avec laquelle il s'en sert pour tuer des animaux ou des ennemis.
- Giller - Personnage étrange, fourbe et cruel ayant le même pouvoir que Taroza et ayant mit au monde des créatures surpuissantes nommées "chimères". Il veut s'en servir pour détruire toute forme de vie sur Terre car pour lui, la mort est une merveille qui purifie les gens, et, pour accomplir cette mission, ce ne sont pas les moyens qui lui manquent en tout cas.

## Manga
Le manga Animal Kingdom, écrit et dessiné par Makoto Raiku, fait partie des titres du lancement du magazine Bessatsu Shōnen Magazine publié le 9 septembre 2009,. Le dernier chapitre a été publié le 9 novembre 2013.
La version française est publiée par Ki-oon depuis janvier 2014.

### Liste des volumes
| no | Japonais        | Japonais          | Français          | Français          |
| no | Date de sortie  | ISBN              | Date de sortie    | ISBN              |
| --- | --------------- | ----------------- | ----------------- | ----------------- |
| 1 | 17 mars 2010    | 978-4-06-384274-6 | 23 janvier 2014   | 978-2-35592-617-4 |
| Liste des chapitres : - 1er mot : Bonjour, bébé ! - 2e mot : Le pouvoir de bébé - 3e mot : Bébé veut un nom !                                                     |                 |                   |                   |                   |
| 2 | 16 avril 2010   | 978-4-06-384286-9 | 23 janvier 2014   | 978-2-35592-618-1 |
| Liste des chapitres : - 4e mot : L'enlèvement de Taroza - 5e mot : On ne peut pas vivre autrement - 6e mot : Le retour du soleil - 7e mot : L'étoile du destin    |                 |                   |                   |                   |
| 3 | 17 août 2010    | 978-4-06-384351-4 | 13 mars 2014      | 978-2-35592-646-4 |
| Liste des chapitres : - 8e mot : 7 ans plus tard - 9e mot : Princesse Capri - 10e mot : La force de Monoko, le pouvoir de Taroza                                  |                 |                   |                   |                   |
| 4 | 9 décembre 2010 | 978-4-06-384407-8 | 15 mai 2014       | 978-2-35592-675-4 |
| Liste des chapitres : - 11e mot : La cruelle réalité - 12e mot : Le langage de Taroza - 13e mot : C'est la fête ! - 14e mot : Jû, les fauves et la liberté        |                 |                   |                   |                   |
| 5 | 9 mars 2011     | 978-4-06-384468-9 | 3 juillet 2014    | 978-2-35592-694-5 |
| Liste des chapitres : - 15e mot : La vérité de Taroza - 16e mot : Le pouvoir du feu, des chiffres et de Pinta - 17e mot : Un périlleux voyage - 18e mot : Ena     |                 |                   |                   |                   |
| 6 | 9 juin 2011     | 978-4-06-384497-9 | 25 septembre 2014 | 978-2-35592-729-4 |
| Liste des chapitres : - 19e mot : Les derniers humains - 20e mot : La graine éternelle - 21e mot : L'animal qui n'en est pas un                                   |                 |                   |                   |                   |
| 7 | 7 octobre 2011  | 978-4-06-384559-4 | 13 novembre 2014  | 978-2-35592-742-3 |
| Liste des chapitres : - 22e mot : Graine d'espoir, sombre héritage - 23e mot : La cascade des lamas - 24e mot : Le cahier de Kuô - 25e mot : Kuô Takamine         |                 |                   |                   |                   |
| 8 | 9 février 2012  | 978-4-06-384622-5 | 22 janvier 2015   | 978-2-35592-773-7 |
| Liste des chapitres : - 26e mot : Monoko - 27e mot : Les rebelles - 28e mot : Ce qui change et ce qui ne change pas - 29e mot : La reine des lions                |                 |                   |                   |                   |
| 9 | 9 juillet 2012  | 978-4-06-384699-7 | 12 mars 2015      | 978-2-35592-796-6 |
| Liste des chapitres : - 30e mot : Les animaux volontaires - 31e mot : Les animaux qui veulent changer le monde - 32e mot : La tour de Babel - 33e mot : Catherine |                 |                   |                   |                   |
| 10 | 7 décembre 2012 | 978-4-06-384775-8 | 21 mai 2015       | 978-2-35592-823-9 |
| Liste des chapitres : - 34e mot : Des animaux en colère - 35e mot : La question de Luke - 36e mot : Différents points de vue - 37e mot : Taroza                   |                 |                   |                   |                   |
| 11 | 8 mars 2013     | 978-4-06-384824-3 | 2 juillet 2015    | 978-2-35592-842-0 |
| Liste des chapitres : - 38e mot : Babel 3 - 39e mot : L'union des espoirs - 40e mot : Le visage de l'espérance - 41e mot : Dogen                                  |                 |                   |                   |                   |
| 12 | 9 juillet 2013  | 978-4-06-384889-2 | 24 septembre 2015 | 978-2-35592-868-0 |
| Liste des chapitres : - 42e mot : Robin des Babel 3 - 43e mot : Capri Luce - 44e mot : L'éveil - 45e mot : Condamné à mort                                        |                 |                   |                   |                   |
| 13 | 8 novembre 2013 | 978-4-06-394956-8 | 26 novembre 2015  | 978-2-35592-894-9 |
| Liste des chapitres : - 46e mot : Le pire des animaux - 47e mot : Le choc des démons - 48e mot : Le cri de Kuô - 49e mot : Les sentiments de Kuô                  |                 |                   |                   |                   |
| 14 | 7 mars 2014     | 978-4-06-395018-2 | 28 janvier 2016   | 978-2-35592-914-4 |
| Liste des chapitres : - 50e mot : Giller, le retour - 51e mot : Le Gaïa Spinal - 52e mot : Le voyage de Taroza - Dernier mot : Le royaume des Animaux             |                 |                   |                   |                   |